# Śledź (regaty)
Śledź – rodzaj wytyczenia trasy regat. Trasa regat ustawiana jest w taki sposób by zawodnicy szli na wiatr i z wiatrem. Posiada dwie boje (znaki) zwrotne nawietrzną i zawietrzną i wokół nich pływa się w lewo lub prawo. Skręt w lewo wykonywany jest na boi nawietrznej, zawodnicy wchodzą na boję wtedy prawym halsem. Skręt w prawo jest rzadziej stosowany (np. Regaty o Puchar Ameryki). Trasa regat może kończyć się metą na boi nawietrznej lub rzadziej zawietrznej.